# Тодор Диманов
Тодор Диманов Петров е български бизнесмен.

## Биография
Тодор Диманов е роден на 4 април 1900 година в Котел в семейството на търговец. Завършва Бургаската гимназия, а след това висше търговско образование в Германия. Заедно с тримата си братя и германски партньори участва в няколко предприятия в морския транспорт и хранителната промишленост.
Диманов ръководи българския клон на германската транспортна фирма „Атлас“, след което заминава за Германия и оглавява централата на фирмата в Берлин, където става и почетен консул на България. През 1941 година се премества в Швейцария, а през 1945 година – в Мадрид, като продължава да участва в ръководството на „Атлас“ и след Втората световна война. В България заедно с братята си е съден от Десети върховен състав на т.нар. „Народен съд“, който го осъжда задочно на 13 години затвор и конфискация на имуществото, а през 1948 година е отнето българското му гражданство.
Поддържа активни връзки с представители на българската политическа емиграция и съдейства за първоначалното установяване на семейството на бившия цар Симеон II в Испания.
Тодор Диманов умира на 15 декември 1975 година в Мадрид.